# Miss Vaca
Miss Vaca és un certamen organitzat anualment pel programa Luar de la Televisió de Galícia. Té com a objectiu determinar quina és la vaca més bella de Galícia. La primera edició d'aquest concurs va tenir lloc en 2006. A més, es lliuren altres guardons: «Miss Poderosa», «Miss Aloumiños» (Miss Moixaines), «Miss Donaire» (Miss Desimboltura) i «Miss Ollos Bonitos» (Miss Ulls Bonics).

## Format del concurs
El certamen consta de dues fases. En la primera, s'obre un període perquè els amos de les vaques puguin postular a alguns dels seus caps de bestiar com «Miss Vaca» de la seva província. Després, el programa designa a un jurat que selecciona una representant de cadascuna de les províncies de Galícia (La Corunya, Lugo, Ourense i Pontevedra). Posteriorment, en un dels programes de Luar, les quatre vaques finalistes són presentades al públic i són sotmeses a una votació entre els televidents. La guanyadora d'aquesta votació és nomenada «Miss Vaca Galícia» i, per tant, la vaca més bella de Galícia d'aquest any.

## Resultats dels certàmens

### Resultats històrics
El resultat dels certàmens, any a any, van ser els següents. Les vaques guanyadores apareixen en negreta.
|      | La Corunya | Lugo     | Ourense  | Pontevedra |
| ---- | ---------- | -------- | -------- | ---------- |
| 2006 | Rubia      | Luna     | Miranda  | Marela     |
| 2007 |            | Bonita   |          |            |
| 2008 |            | Preciosa |          |            |
| 2009 |            | Pantoja  |          |            |
| 2010 |            | Cuca     |          |            |
| 2011 |            | Linda    |          |            |
| 2013 | Galleira   | Lucera   | Roxa     | Xata       |
| 2016 | Turi       | Toura    | Nogueira | Rubia      |
| 2017 | Preciosa   | Linda    | Muñeca   | Corneta    |
| 2018 | Gallarda   | Macarena | Princesa | Cuca       |
| 2019 | Pancha     | Pastora  | Gallarda | Clara      |
| 2020 | Pastora    | Mariposa | Bonita   | Cereixa    |
| 2021 | Pucha      | Teixa    | Nogueira | Varela     |
| 2022 | Linda      | Cachorra | Lucera   | Rubia      |
| 2023 | Blanca     | Duquesa  | Marela   | Rubia      |
| 2024 | Cuca       | Navarra  | Gallarda | Parrula    |
| 2025 | Redonda    | Linda    | Gallega  | Boneca     |

### Palmarès
| Lloc | Província  | Títols |
| ---- | ---------- | ------ |
| 1.º  | Lugo       | 12     |
| 2.º  | La Corunya | 2      |
| 2.º  | Pontevedra | 2      |
| 4.º  | Ourense    | 1      |

### Altres guardons
A més del gran premi es lliuren altres guardons: «Miss Poderosa», «Miss Aloumiños», «Miss Donaire» i «Miss Ollos Bonitos».
|      | Miss Poderosa         | Miss Aloumiños       | Miss Donaire          | Miss Ollos Bonitos   |
| ---- | --------------------- | -------------------- | --------------------- | -------------------- |
| 2013 | Galleira (La Corunya) | Roxa (Ourense)       | Lucera (Lugo)         | Xata (Pontevedra)    |
| 2016 | Toura (Lugo)          | Turi (La Corunya)    | Nogueira (Ourense)    | Rubia (Pontevedra)   |
| 2017 | Linda (Lugo)          | Corneta (Pontevedra) | Preciosa (La Corunya) | Muñeca (Ourense)     |
| 2018 | Gallarda (La Corunya) | Princesa (Ourense)   | Macarena(Lugo)        | Cuca (Pontevedra)    |
| 2019 | Pancha (La Corunya)   | Clara (Pontevedra)   | Gallarda (Ourense)    | Pastora (Lugo)       |
| 2020 | Pastora (La Corunya)  | Bonita (Ourense)     | Cereixa (Pontevedra)  | Mariposa (Lugo)      |
| 2021 | Teixa (Lugo)          | Pucha (La Corunya)   | Nogueira (Ourense)    | Varela (Pontevedra)  |
| 2022 | Rubia (Pontevedra)    | Cachorra (Lugo)      | Linda (La Corunya)    | Lucera (Ourense)     |
| 2023 | Blanca (La Corunya)   | Marela (Ourense)     | Duquesa (Lugo)        | Rubia (Pontevedra)   |
| 2024 | Cuca (La Corunya)     | Navarra (Lugo)       | Gallarda (Ourense)    | Parrula (Pontevedra) |
| 2025 | Boneca (Pontevedra)   | Linda (Lugo)         | Redonda (La Corunya)  | Gallega (Ourense)    |

|            | Miss Poderosa | Miss Aloumiños | Miss Donaire | Miss Ollos Bonitos |
| ---------- | ------------- | -------------- | ------------ | ------------------ |
| La Corunya | 6             | 2              | 3            | 0                  |
| Lugo       | 3             | 3              | 3            | 2                  |
| Ourense    | 0             | 4              | 4            | 3                  |
| Pontevedra | 2             | 2              | 1            | 6                  |

Cal ressaltar que cap «Miss Donaire» ha guanyat «Miss Vaca». A més, la guanyadora de «Miss Poderosa» és, històricament parlant, la vaca amb més probabilitats de ser nomenada «Miss Vaca».
|                    | Miss Vaca |
| ------------------ | --------- |
| Miss Poderosa      | 7         |
| Miss Aloumiños     | 2         |
| Miss Donaire       | 0         |
| Miss Ollos Bonitos | 2         |